# أدريانا باز
أدريانا باز (بالإسبانية: Adriana Paz)‏ هي ممثلة مكسيكية، ولدت في 13 يناير 1980 بمدينة مكسيكو في المكسيك.

## وصلات خارجية
- أدريانا باز على موقع IMDb (الإنجليزية)
- أدريانا باز على موقع ألو سيني (الفرنسية)
- أدريانا باز على موقع قاعدة بيانات الفيلم (الإنجليزية)